# Abelardo Lupion
Abelardo Luiz Lupion Mello (Curitiba, 25 de agosto de 1952) é um empresário,  agropecuarista e político brasileiro filiado ao Democratas (DEM).

## Biografia
Filho de João Fortunato Bulcão Mello e de Leovegilda Lupion Mello. É neto do ex-governador do Paraná Moisés Lupion e de Hermínia Rolim. Sua avó Hermínia Rolim é neta do coronel Telêmaco Augusto Enéas Morosini Borba. Portanto, Abelardo Lupion é trineto de Telêmaco Borba, que também foi deputado estadual do Paraná. Casou-se com Denise Maria Deboni e é pai do deputado federal Pedro Lupion.
É formado em técnico em Contabilidade e iniciou na década de 1970 os estudos em Direito na Universidade Presbiteriana Mackenzie de São Paulo, mas não concluiu. Foi fundador e presidente da União Democrática Ruralista (UDR) do Paraná (1987-1990). Foi eleito deputado federal pelo PRN-PR, com mandato de 1991 a 1995; e pelo PFL-PR, de 1995 a 1999, de 1999 a 2003, de 2003 a 2007, de 2007 e 2011 e pelo DEM de 2011 a 2015. Foi líder da bancada ruralista na Câmara dos Deputados.
Decisões, votos e posições políticas
- Votou a favor da PEC_37, que foi derrotada por 430 votos a 9 (2 abstenções), sendo o único deputado paranaense a votar a favor da emenda[7].

## Obras publicadas
- LUPION, Abelardo. Situação do agronegócio e do mercado de insumos, [S.l.], abr., 2008.
- ______. Rastreabilidade tem anteprojeto definido.[S.l.], jun., 2008.
- ______. Rastreabilidade tem anteprojeto aprovado.[S.l.], jun., 2008.
- ______. Os bois piratas e as perspectivas da pecuária bovina. [S.l.], ago., 2008.
- ______. Proteção ao meio ambiente e ciência têm que, necessariamente, caminhar juntos.[S.l.], out., 2008.
- ______. Crise financeira internacional reduz crédito e preços das commodities e afeta a safra de grãos.[S.l.], nov., 2008.
- ______. Reforma agrário e os índices de produtividade propostos.[S.l.], dez., 2008.
- ______. Produtores do Paraná colhem a safra e plantam a segunda safra.[S.l.], fev., 2009.
- ______. Municípios independentes e fortes.[S.l.], jun. 2009.
- ______. Agricultor brasileiro quer trabalhar, quem gosta de confusão é baderneiro.[S.l.], jul.,2009.
- ______. Agricultura é para quem trabalha de sol a sol.[S.l.], mar., 2010.
- ______. O vermelho do verde e amarelo.[S.l.], abr., 2010.